# 铁沙盖镇
铁沙盖镇，是中国内蒙古自治区乌兰察布市察哈尔右翼中旗下辖的一个乡镇级行政单位。

## 行政区划
铁沙盖镇共辖以下地区：
红土圪塔村、新地房村、西湾子村、新义村、天新龙村、苏计村、下沙盖村、上沙盖村、红旗庙村、点力村、红一村、义发泉村、东滩村、西梁村、西圪楞村、学田地村、黄羊城村、向阳村、补盖村、塔布忽洞村、正南房子村、元山子村、土城子村、半梁村、西山湾村、黑山子村、三层店村、九股泉村。